# Futbol Club Barcelona Bàsquet 2001-2002
Questa voce raccoglie le informazioni riguardanti il Futbol Club Barcelona Bàsquet nelle competizioni ufficiali della stagione 2001-2002.

## Stagione
La stagione 2001-2002 del Futbol Club Barcelona Bàsquet è la 44ª nel massimo campionato spagnolo di pallacanestro, la Liga ACB.

## Roster
Aggiornato al 12 novembre 2021.
| FC Barcelona 2001-02 | FC Barcelona 2001-02 |
| Giocatori            | Staff tecnico        |
| -------------------- | -------------------- |

| N. | Naz.                   | Ruolo | Nome                     | Anno | Alt.   | Peso   |  |
| -- | ---------------------- | ----- | ------------------------ | ---- | ------ | ------ |  |
| 5  | Spagna (bandiera)      | P     | Nacho Rodríguez          | 1970 | 186 cm | 84 kg  |  |
| 6  | Spagna (bandiera)      | C     | Alfons Alzamora          | 1979 | 206 cm | 107 kg |  |
| 7  | Spagna (bandiera)      | AP    | Rodrigo de la Fuente (C) | 1976 | 200 cm | 96 kg  |  |
| 8  | Grecia (bandiera)      | AC    | Nikos Oikonomou          | 1973 | 208 cm | 109 kg |  |
| 8  | Italia (bandiera)      | C     | Andrea Camata            | 1973 | 214 cm | 126 kg |  |
| 9  | Germania (bandiera)    | AG    | Ademola Okulaja          | 1975 | 206 cm | 107 kg |  |
| 10 | Francia (bandiera)     | AP    | Alain Digbeu             | 1975 | 197 cm | 95 kg  |  |
| 11 | Spagna (bandiera)      | G     | Juan Carlos Navarro      | 1980 | 192 cm | 82 kg  |  |
| 12 | Spagna (bandiera)      | C     | Roberto Dueñas           | 1975 | 221 cm | 141 kg |  |
| 13 | Lituania (bandiera)    | P     | Šarūnas Jasikevičius     | 1976 | 194 cm | 90 kg  |  |
| 14 | Grecia (bandiera)      | C     | Euthymīs Rentzias        | 1976 | 212 cm | 118 kg |  |
| 16 | Brasile (bandiera)     | C     | Anderson Varejão         | 1982 | 208 cm | 116 kg |  |
| 17 | Spagna (bandiera)      | G     | Jordi Grimau             | 1983 | 196 cm | 80 kg  |  |
| 17 | Spagna (bandiera)      | A     | César Bravo              | 1981 | 200 cm |        |  |
| 18 | Stati Uniti (bandiera) | P     | Doug Overton             | 1969 | 191 cm | 86 kg  |  |
| 19 | Lituania (bandiera)    | AP    | Artūras Karnišovas       | 1971 | 204 cm | 103 kg |  |
| 20 | Paesi Bassi (bandiera) | C     | Remon van de Hare        | 1982 | 219 cm |        |  |

| Allenatore                                                         |
| - Aíto García Reneses                                              |
| Assistente/i                                                       |
| - Joan Montes Legenda - (C) Capitano - (IN) Inattivo - Infortunato |

## Mercato

### Sessione estiva
| Acquisti | Acquisti        | Acquisti   | Acquisti   | Acquisti |
| R.a      | Nome            | da         | Modalità   |          |
| -------- | --------------- | ---------- | ---------- | -------- |
| AC       | Nikos Oikonomou | Olympiakos | definitivo |          |
| AG       | Ademola Okulaja | Girona     | definitivo |          |
| C        | Alfons Alzamora | Lleida     | definitivo |          |

| Cessioni | Cessioni             | Cessioni          | Cessioni       | Cessioni |
| R.       | Nome                 | a                 | Modalità       |          |
| -------- | -------------------- | ----------------- | -------------- | -------- |
| AC       | Pau Gasol            | Memphis Grizzlies | fine contratto |          |
| P        | Michael Hawkins      | Śląsk Breslavia   | fine contratto |          |
| C        | Francisco Elson      | Valencia          | fine contratto |          |
| C        | Zoran Savić          | Free agent        | fine contratto |          |
| P        | Xavier Puyada        | Inca              | fine contratto |          |
| C        | Miguel Angel Beltrán | Murgi             | fine contratto |          |

### Dopo l'inizio della stagione
| Acquisti | Acquisti         | Acquisti     | Acquisti         | Acquisti   |
| R.       | Nome             | da           | Data             | Modalità   |
| -------- | ---------------- | ------------ | ---------------- | ---------- |
| C        | Anderson Varejão | Franca       | gennaio 2002     | definitivo |
| P        | Doug Overton     | K.C. Knights | 15 febbraio 2002 | definitivo |
| C        | Andrea Camata    | Scaligera    | 6 maggio 2002    | definitivo |

| Cessioni | Cessioni     | Cessioni      | Cessioni         | Cessioni       |
| R.       | Nome         | a             | Data             | Modalità       |
| -------- | ------------ | ------------- | ---------------- | -------------- |
| P        | Doug Overton | L.A. Clippers | 22 febbraio 2002 | fine contratto |